# 新潟県立村上中等教育学校
新潟県立村上中等教育学校（にいがたけんりつ むらかみちゅうとうきょういくがっこう）は、新潟県村上市学校町に所在する県立中等教育学校。

## 概要
2002年、村上女子高校校舎を継承し開校。1学年2学級で、前期課程（1～3年）・後期課程（4～6年）に分かれている。制服は前・後期共通。2008年に初の中高一貫生が卒業し、国立大学を始め多くの現役大学合格者を出した。その後も国公立大学合格者を輩出し、東京大学や京都大学や大学医学部などへの進学者も出ている。倍率は毎年1倍程度である。

## 教育目標
主体的に学び、確かな学力と豊かな人間性を身に付け、国際的な視野をもって社会に貢献できる人間の育成

## スクールポリシー
- Let's　try！　　挑戦・創造・貢献

## 教育方針
1. 自主的な学習態度を養い、学力の向上を図るとともに学問に対する探究心を育む
2. 自らの人生を切り開いていくたくましさと創造性や社会性など豊かな人間性を育む
3. 地域と国際社会に対する理解を深め、広く社会に貢献できる力を培う

## 校歌
- 『新潟県立村上中等教育学校校歌』（作詞：阿部昌彦・作曲：荻久保和明）[2]

## 生徒会執行部
会長・後期副会長・前期副会長・書記長・事務局長・会計の6人で構成される。
- R03年度生徒会役員選挙

会長・・・1名
後期副会長・・・1名
前期副会長・・・1名
書記長・・・1名
事務局長・・・1名
会計・・・1名

## 生徒会行事
対面式
新一年生を歓迎する行事。各部活が入部してもらうために様々なパフォーマンスをしてアピールする。
生徒総会
全校で大体育館にて、予算の承認・活動の承認・各種議題の決議を行う。毎年様々な議題が決議される。(校則の変更など)
六煌祭(体育大会)
生徒会行事。全校を赤・青・黄・緑の4つの連合に分けて戦う。騎馬戦や女子のタイヤ取りなどの見所がある。「ろっこうさい」と読む。
全校球技大会
全校でクラスごとに3つの球技で戦う。競技は年ごとに変わる。
チャレンジウォーク
村上中等教育学校の伝統行事。設立初年度から行われている。令和3年度は全学年が22km完歩を目指して歩いた。地域の方々にご協力もいただいている。
六碧祭（文化祭）
村上中等教育学校の文化祭。2015年より名称が六碧祭に変更された。午前は大体育館でのステージ発表、午後は有志発表、一日を通して、各クラスでの一般展示がある。「りくへきさい」と読む。

## 学校行事
(丸字内の数字は学年、無いのは全校行事)
- 1月 入学者選抜考査
- 2月 生徒会執行部役員選挙
- 3月 ⑥卒業式
- 4月 始業式・入学式・対面式・①宿泊研修
- 5月 体育大会団結式・六煌祭(体育大会)・生徒総会
- 6月 衣替え・郡市大会
- 7月 村上大祭・全校球技大会・④海外語学研修(11日間)

④海外語学研修:毎年4学年が行なっている、海外語学研修。オーストラリアのブリスベンの4校にホームステイをしている。
- 8月 夏期講座・夏休み
- 9月 チャレンジウォーク・瀬波大祭
- 10月 始業式・六碧祭(文化祭)
- 11月 ③学習合宿、②ブリティッシュヒルズ語学研修
- 12月 入学願書受付・全校集会・冬休み

## 専門委員会
委員長は5年生・副委員長は3年生が務める。
- 生活委員会
- ボランティア委員会
- 放送委員会
- 図書委員会
- 広報委員会
- 保健環境委員会
- 事務局
- 選挙管理委員会

## 部活動
- 陸上部
- バドミントン部
- 硬式テニス部
- 卓球部
- 男子バスケットボール部
- 女子バスケットボール部
- 男子サッカー部
- バレーボール部
- ダンス部
- マンガ部
- 箏曲部
- 合唱部
- 華道部
- 囲碁将棋部

※前期（中学）課程では夏季16:00～18:00　冬季16:00～17:15